# Непеин, Сергей Арсеньевич
Непе́ин, Серге́й Арсе́ньевич (22 сентября (4 октября) 1870, Вологда — 27 июня (10 июля) 1911, Вологда) — священник Русской православной церкви, историк, археолог, фотограф, краевед. Автор более 50 печатных трудов о памятниках архитектуры Русского Севера, наиболее значительным из которых считается «Вологда прежде и теперь».

## Биография
Сергей Непеин происходил из старинного вологодского рода, основателем которого считался первый русский посол в Англии Осип Непея. Закончил Вологодскую духовную семинарию, был помощником заведующего Вологодским епархиальным древлехранилищем и членом-сотрудником Церковно-археологической комиссии любителей истории и древностей. Непеин — автор множества уникальных фотографий северных храмов, разрушенных впоследствии при советской власти.
Краеведением занимался и его сын Алексей Сергеевич, издавший более 50 статей и заметок на эти темы, а также подготовивший к изданию «Археологический указатель к „Вологодским епархиальным ведомостям“ за 50 лет их существования: 1864—1914».
Похоронен в Вологде, на Горбачёвском кладбище.